# Arnaud Brocard
Arnaud Brocard (* 19. August 1986 in Dijon) ist ein französischer ehemaliger Fußballtorwart.

## Karriere
Brocard spielte zuerst beim CS Louhans-Cuiseaux, ehe er in die Jugendabteilung des RC Lens wechselte. 2004 wurde er in den erstklassigen Profikader aufgenommen, kam jedoch ausschließlich in der Reserve zum Einsatz. Dies änderte sich erst in der Saison 2008/09, als er acht Partien für den mittlerweile abgestiegenen Zweitligisten absolvierte. Am Ende der Spielzeit verließ er Lens und unterschrieb beim Drittligisten Paris FC in der französischen Hauptstadt. Dort nahm er die Position des Stammtorwarts ein, bis er in der Winterpause 2009/10 nach einem halben Jahr in Paris vom ES Troyes AC verpflichtet wurde. Mit dem ebenfalls drittklassigen Verein stieg er 2010 in die zweite Liga auf, konnte dazu aber lediglich in zwei Spielen beitragen. Nach einem weiteren Jahr mit einem einzigen Einsatz wechselte er zum Viertligisten HAFC Gap. Dieser setzte zwar auf Brocard, doch entschied sich der kurz nach Saisonbeginn und einem absolvierten Spiel für einen Wechsel zum FC Valenciennes. In Valenciennes war er als Ersatzkeeper vorgesehen und konnte bis zu seiner Freigabe 2012 kein einziges Spiel bestreiten. Im Juli 2013 wurde er vom Viertligisten Jura Sud Football unter Vertrag genommen und stand bei diesem anschließend regelmäßig zwischen den Pfosten.